# Paro FC
Paro FC is een voetbalclub uit de Bhutaanse stad Paro en speelt sinds een jaar na de oprichting in de Bhutan Premier League. De ploeg speelt in de multifunctionele Woochu Sports Arena en is anno 2025 de enige Bhutaanse ploeg die het hoofdtoernooi van een continentale competitie bereikt heeft (in 2024 de groepsfase van de AFC Challenge League).

## Erelijst
- Bhutan Premier League (5) : 2019, 2021, 2022, 2023, 2024
- Jigme Dorji Wangchuk Memorial Gold Cup (1) : 2019

BFF Academy U-19 · Paro FC · Phuentsholing United · Royal Thimphu College FC · Tensung · Thimphu City · Transport United · Tsirang FC